# Seznam největších zvonů v Česku
Seznam největších zvonů v Česku uvádí zvony sestupně podle hmotnosti až do hodnoty 3000 kg. U zvonů zhruba od pátého místa je pořadí nejednoznačné, neboť i pro jeden zvon mohlo být publikováno více různých údajů (může jít o odhady, přesné i nepřesné přepočty historických váhových jednotek, obvykle centýřů, údaje reálně zjištěné například při vážení v době válečných rekvizic, nebo historicky správné, ale chybně interpretované – například množství kovu použité k odlití zaměněné za hmotnost zvonu). Část seznamu obsahující zvony pod čtyři tuny pravděpodobně není kompletní.

## Existující zvony
| č.  | zvon                                        | obrázek                            | vznik | hmotn.          | průměr   | výška         | tón  | odlil                                | galerie                                                                        | lokace, popis, zdroj |
| --- | ------------------------------------------- | ---------------------------------- | ----- | --------------- | -------- | ------------- | ---- | ------------------------------------ | ------------------------------------------------------------------------------ | --- |
| 1.  | Zikmund                                     |                                    | 1549  | 16 500 kg 270 c | 256 cm   | 203 cm        | g0   | Tomáš Jaroš                          | Kategorie „Bells of St. Vitus Cathedral“ na Wikimedia Commons                  | Praha, katedrála svatého Víta, Václava a Vojtěcha Podle odhadu zvonaře a kampanologa Petra Rudolfa Manouška na základě známých měřitelných parametrů zvonu dosahuje hmotnost 13–14 tun. |
| 2.  | #9801                                       |                                    | 2022  | 9 801 kg        | 258 cm   | 187 cm        | f0   | zvonařství Grassmayr (Q1531870)      | Kategorie „Bell 9801“ na Wikimedia Commons                                     | Praha, Rohanský ostrov. |
| 3.  | Svatý Václav                                |                                    | 1827  | 8 156 kg        | 242 cm   | 179 cm        | e0   | Friedrich Seltenhofer (Q1286968)     |                                                                                | Olomouc, katedrála svatého Václava. |
| 4.  | Augustin                                    |                                    | 1509  | 8 000 kg        | 206 cm   | 169 cm        | c1   | Ondřej Žáček (Q110557484)            |                                                                                | Hradec Králové, Bílá věž. |
| 5.  | zvon                                        |                                    | 1393  | 7 280 kg 130 c  | 203 cm   |               | a0   | Jan Eystett (Q110572450)             |                                                                                | Brno, kostel sv. Tomáše. |
| 6.  | Zuzana (Jakub)                              |                                    | 1563  | 7 086 kg 120 c  | 220 cm   | 182 cm        | g0   | Brikcí z Cimperka                    |                                                                                | Jihlava, kostel svatého Jakuba Většího. |
| 7.  | Jakub                                       |                                    | 1515  | 6 790 kg        | 202 cm   |               | b0   | Jeroným Haubic (Q110575716)          |                                                                                | Brno, kostel svatého Jakuba Staršího. |
| 8.  | Maria (Q123527231)                          | zvon Marie ve věži Týnského chrámu | 1553  | 6 450 kg        | 205 cm   |               | a0   | Tomáš Jaroš                          | Kategorie „Bell Maria (Church of Our Lady before Týn)“ na Wikimedia Commons    | Praha, chrám Matky Boží před Týnem. |
| 9.  | Kryštof (Q123527193)                        | zvon Kryštof                       | 1602  | 5 900 kg        | 205 cm   | 147 cm        | b0   | Jan Benešovský (Q110572716)          | Kategorie „Kryštof bell (Church of the Holy Trinity)“ na Wikimedia Commons     | Rychnov nad Kněžnou, zvonice kostela Nejsvětější Trojice. |
| 10. | Bartoloměj                                  |                                    | 2014  | 4 806 kg        | 200 cm   |               | gis0 | Petr Rudolf Manoušek                 |                                                                                | Plzeň, katedrála svatého Bartoloměje. |
| 11. | Panna Maria Svatohostýnská                  |                                    | 2008  | 4 805 kg        | 188 cm   |               | gis0 | Rudolf Perner                        |                                                                                | Olomouc, katedrála svatého Václava. |
| 12. | Michal                                      | zvon Michal                        | 1604  | 4650 kg         |          |               | b0   | Zachariáš Milner (Q110572788)        |                                                                                | Lipník nad Bečvou, zvonice u kostela svatého Jakuba Většího. |
| 13. | Orel (Archanděl Michael)                    | zvon Orel                          | 1496  | 4 629 kg        | 179 cm   |               | cis1 | Ondřej Žáček (Q110557484)            |                                                                                | Hradec Králové, severní červená věž katedrály svatého Ducha. Nápis: „Vergente anno Jesu Christi ab incarnatione MCCCCXCVI quem Hradecenses agebant molestum ex corruptione aeris, hujatibus pestem hominibus attulit maxime diebus sub cane, commitante magna inudantione urbis in circuitu, dum prata minime visa sunt, senatores dictae urbis coram se vocatis canulatoribus Andrea dicto Ziaczek et Wenceslao sibi comite fusionem istius campanae admiserunt in honorem Dei Omnipotentis, beatae Mariae virginis, suigue nominis pro decore.“ Průměr dle děkanství královéhradeckého 159 cm, podle Braniše 179 cm.                              |
| 14. | Václav                                      |                                    | 1542  | 4 480 kg        | 176 cm   | 130 cm 142 cm | c1   | Ondřej Pražský Matyáš Pražský        | Kategorie „Bells of St. Vitus Cathedral“ na Wikimedia Commons                  | Praha, katedrála svatého Víta, Václava a Vojtěcha. |
| 15. | Svatý Josef a Terezie Ježíšova (Q123527147) |                                    | 1738  | 4 460 kg        | 190 cm   | 150 cm        | a0   | Zikmund Krecker (Q110572845)         | Kategorie „Svatý Josef a Terezie Ježíšova“ na Wikimedia Commons                | Velehrad, Nanebevzetí Panny Marie a sv. Cyrila a Metoděje, v severní věži baziliky |
| 16. | Svatý Kříž                                  |                                    | 1698  | 4 400 kg        | 186 cm   |               | a0   | Johann Baptista Mellack (Q112422890) |                                                                                | Prostějov, Kostel Povýšení svatého Kříže. Též zvaný hrubý. Vysvěcen 10. října 1698 olomouckým světícím biskupem Ferdinandem Schröfferem. Nápisy (A) PER SIGNVM S: CRVCIS DE INIMICIS NOSTRIS LIBERA NOS DEVS NOSTER, (B) FÜRSTEN RICHTER / H: CHRISTIAN A: NEYMAN / PURGERMEISTER / H: IOHANN B: HAUZEFKA / H: SIGMUNDT A: WIEMICKO / H: MARTIN HORDIBORSKI / H: MATTHIAS F: MACHANEK / SCHEPFEN / IOHANN KLAUBER / CHRISTIAN HOLZINGER / GEORG BROKESS / TOBIAS SHVLTZ / LORENTZ PRESTINAR / GINDRIZICH GAHODA / IOHANN GEORG HEROLT / GEORG RICHNOWSKI / STADT RICHTER / VALENTIN ERNST WINTER, (C) JOHANN B. MELLACK GOSS MICH IN PRINN A. 1698. |
| 17. | sv. Šebestián                               |                                    | 1768  | 4 200 kg        | 189 cm   |               | a0   | Jan Adam Henckelmann (Q110572832)    |                                                                                | Mikulov, Svatý kopeček, zvonice u kaple svatého Šebestiána. |
| 18. | Ludvík                                      |                                    | 1510  | 4 000 kg        | 184,5 cm |               | h0   | Ondřej Ptáček                        |                                                                                | Kutná Hora, věž jezuitské koleje u Chrámu svaté Barbory. Hloubka 144 cm. Vznikl jako náhrada zvonu odebraného králem Vladislavem roku 1509 (zanikl při požáru 1541), za který král Kutnohorským poskytl zvonovinu, z níž vznikl nový zvon pojmenovaný po kralevici. |
| 19. | Vondra (Bartoloměj Ondřej)                  | zvon Vondra                        | 1759  | 3 915 kg        | 195 cm   | 154 cm 180 cm | fis0 | Peter Antonio Jacomini (Q110575523)  | Kategorie „Bartoloměj Ondřej bell in Černá věž (Klatovy)“ na Wikimedia Commons | Klatovy, Černá věž. |
| 20. | Jan Křtitel                                 |                                    | 1546  | 3 640 kg        | 157 cm   | 128 cm        | dis1 | Staněk Polák (Q110572883)            |                                                                                | Praha, katedrála svatého Víta, Václava a Vojtěcha. |
| 21. | Salvátor                                    |                                    | 1921  | 3 600 kg        | 200 cm   |               | c1   | Vítkovické železárny                 |                                                                                | Ostrava, katedrála Božského Spasitele. |
| 22. | sv. Jan Nepomucký a sv. Vojtěch             |                                    | 1848  | 3 600 kg        | 181 cm   | 132 cm        | b0   | Václav Perner (Q95487723)            |                                                                                | Nepomuk, kostel sv. Jana Nepomuckého. |
| 23. | sv. Anna                                    |                                    | 1819  | 3 500 kg        | 180 cm   | 137 cm 175 cm |      | Karel Bellmann                       | Kategorie „Saint Anne bell (Kadaň)“ na Wikimedia Commons                       | Kadaň, kostel Povýšení svatého Kříže. Nástupce zvonu Zuzana od Vojtěcha Arnolda. |
| 24. | Bumerin                                     | Bumerin na Černé věži              | 1723  | 3 429 kg        | 182 cm   | 147 cm        | a0   | Silvius Kreuz                        | Kategorie „Bumerin (Black Tower)“ na Wikimedia Commons                         | České Budějovice, Černá věž. |
| 25. | sv. Marek                                   |                                    | 1725  | 3 400 kg        | 172 cm   |               | h0   | Valentin Lissiack (Q106157183)       |                                                                                | Vodňany, kostel Narození Panny Marie. |
| 26. | sv. Kateřina                                |                                    | 1606  | 3 360 kg        | 150,5 cm | 120 cm        | d1   |                                      |                                                                                | Kurdějov, zvonice u kostela sv. Jana Křtitele. Hmotnost 60 vídeňských centů, tj. 3360 kg Webové stránky obce uvádějí hmotnost kolem 6 tun (záměna vídeňských centů za metrické centy). Nápis: GOTT ALLEIN DIE EHR. DES 1606 IAR. RICHTER IACOB KNECHTEL DIE ELTERN. VALTIN VMLAUF GORG / IOANNES TRINCKEL. FRIDRICH MECKEL. ANDRE SIROWSKI. MATTHES SVMERSTEIN. GEORG. SCHOPER/ IOANNES EIL CASPAR KIEDEL. |
| 27. | Nejsvětější Spasitel                        |                                    | 1601  | 3 300 kg        | 152 cm   | 134 cm        | dis1 | Benedikt Siebenhunner (Q110574494)   |                                                                                | Město Touškov, kostel Narození sv. Jana Křtitele. |
| 28. | Svatý Petr a Pavel                          | zvon Svatý Petr a Pavel            | 1690  | 3 100 kg        |          |               | e1   | Jean Pricquei (Q110574942)           |                                                                                | Mělník, kostel svatých Petra a Pavla. |
| 29. | Panna Maria                                 |                                    | 1658  | 3 025 kg        | 161 cm   |               | c1   | Benedict Briot (Q110575463)          |                                                                                | Brno, kostel svatého Jakuba Staršího. |
| 30. | Svatý Jan Křtitel                           | zvon svatý Jan                     | 1505  | 3 000 kg        |          | 144 cm        |      | Ondřej Žáček (Q110557484)            |                                                                                | Dvůr Králové nad Labem, kostel sv. Jana Křtitele. Podle Rybičky dosahuje 50 centů, tedy asi 2800 kg. |
| 31. | Novoměstský zvon                            | Novoměstský zvon                   | 1563  | 3000 kg         |          | 170 cm        |      | Brikcí z Cimperka                    |                                                                                | Praha, Novoměstská radnice. |
| 32. | Osana                                       |                                    | 1610  | 3 000 kg        | 184 cm   |               | a0   | Valentin Arnold                      |                                                                                | Horšovský Týn, zvonice. Odlit z původního zvonu z roku 1584 na podnět Viléma z Lobkovic. Podle Rybičky měl dosahovat 62 centýřů, což by odpovídalo asi 3472 kg. |
| 33. | Hroznata                                    |                                    | 2014  | 3 000 kg        |          |               | h0   | Petr Rudolf Manoušek                 |                                                                                | Plzeň, katedrála svatého Bartoloměje. |
| 34. | Marie                                       | Marie                              | 1561  | ?               |          |               | dis1 | Brikcí z Cimperka                    |                                                                                | Dobrš, kostel svatého Jana a Pavla. |

## Zaniklé zvony
Seznam není kompletní.

| č.  | zvon         | obrázek                       | vznik | zánik       | hmotn.          | průměr | výška | tón | odlil                              | galerie                                                                             | lokace, popis, zdroj |
| --- | ------------ | ----------------------------- | ----- | ----------- | --------------- | ------ | ----- | --- | ---------------------------------- | ----------------------------------------------------------------------------------- | --- |
| 1.  | Patronus     |                               | 1509  | 1541        | 12 000 kg 200 c |        |       |     | Bartoš, Ondřej Ptáček              |                                                                                     | Praha, katedrála svatého Víta; ve své době největší zvon v Čechách; zanikl při požáru 1541. Uváděná hmotnost 200 centýřů. |
| 2.  | Václav       |                               | 1589  | 1803        | 11 200 kg 200 c |        |       |     | Jiří Hechperger (Q121856372)       |                                                                                     | Olomouc, katedrála svatého Václava, střední renezanční věž v průčelí tehdejší katedrály; ve své době největší zvon na Moravě. Zničen při požáru 1803. |
| 3.  | Maria        |                               | 1516  | 21. 7. 1709 | 8 300 kg        |        |       |     | Martin Ilenfeld (Q121856447)       |                                                                                     | Olomouc, zvonice kostela svatého Mořice; ve své době největší zvon na Moravě, od roku 1589 (odlití zvonu svatý Václav) druhý největší zvon Moravě. Zničen při požáru 20. – 21. července 1709, který se rozšířil z dílny podkováře Jana Grosse. |
| 4.  | Maria        |                               | 1722  | 24. 1. 1888 | 8 130 kg        |        |       |     | Jiří František Reimer (Q110584242) |                                                                                     | Olomouc, zvonice kostela svatého Mořice; vznikl přelitím zvonu Maria z roku 1516. Praskl. |
| 5.  | Knaur        |                               | ≥1461 | ≤1719       | 8 000 kg?       |        |       |     |                                    |                                                                                     | Jindřichův Hradec, věž u kostela Nanebevzetí Panny Marie; ve své době druhý největší zvon v Čechách. Podle Rybičky vznikl v poslední čtvrtině 15. století z peněz odkázaných měšťanem Hanušem Knaurem roku 1461 a měl vážit kolem 200 centýřů, po poškození a přelití (1719) byl již menší, znovu byl přelit 1767 Ambrožem Kacnerem. Zanikl při požáru 19. května 1801. Podle muzea Jindřichohradecka měl vážit zhruba 8000 kg. Podle archiváře Františka Teplého se dárce jmenoval Guttnauer (zkomoleně Gnauer) a nechal ulít zvon z 60 metrických centů mědi a 15 centů cínu, zemřel den po sepsání odkazu. |
| 6.  | Maria        | V roce 1888                   | 1888  | 8. 9. 1916  | 7 020 kg        |        |       |     | Peter Hilzer (Q60623852)           | Kategorie „Bell Maria 1888 (Church of Saint Maurice, Olomouc)“ na Wikimedia Commons | Olomouc, zvonice kostela svatého Mořice; vznikl přelitím zvonu Maria z roku 1722 poškozeného používáním. Před zavěšením na věž byl vystaven na Jubilejní výstavě ve Vídni. Rozbit na věži při prvoválečných rekvizicích. Úlomek uložen v olomouckém muzeu. |
| 7.  | Maria        | V roce 1925                   | 1925  | 1942        | 6 758 kg        |        |       |     | Richard Herold                     | Kategorie „Bell Maria 1925 (Church of Saint Maurice, Olomouc)“ na Wikimedia Commons | Olomouc, zvonice kostela svatého Mořice; vznikl jako náhrada rekvírovaného zvonu Maria z roku 1888. Na zvon se vybralo 179 500 Kč od 1120 dárců. Naposledy zvonil 18. května 1942, rekvírován (předán olomouckému magistrátu) 15. června 1942, téhož roku rozbit na hřbitově zvonů na pražských Maninách. |
| 8.  | Zuzana       |                               | 1636  | 1811        | ≥5 900 kg       |        |       |     | Vojtěch Arnold                     |                                                                                     | Kadaň, kostel Povýšení svatého Kříže. Zvon měl dosahovat 106 centýřů, což by odpovídalo přinejmenším 5900 kg. Zanikl při požáru 11. října 1811. Šlo o několikáté přelití „obřího“ zvonu Zuzana z roku 1507, který praskl a byl poprvé přelit již 1512. Krátce nato se část odlomila, ale sloužil až do požáru 1635. Následovalo přelití Vojtěchem Arnoldem. Jeho zvon zanikl při požáru 11. října 1811. 6. února 1819 byl nahrazen zvonem Karla Bellmanna (výše). |
| 9.  | Marie        | Marie při rekvizici           | 1846  | 1916        | 5 662 kg        | 215 cm |       |     | Václav Perner (Q95487723)          | Kategorie „Zvon Marie (1846, Václav Perner, Most)“ na Wikimedia Commons             | Most, kostel Nanebevzetí Panny Marie. Podle Rybičky dosahoval 85 centýřů. Při prvoválečných rekvizicích rozbit přímo na věži. |
| 10. | ?            |                               | 1924  | 1942?       | 5 610 kg        |        |       |     | Rudolf Perner                      |                                                                                     | Most. |
| 11. | Marie        |                               | 1683  | 1801?       | 5 600 kg 100 c  |        |       |     | Štěpán Pricquei (Q110602039)       |                                                                                     | Jindřichův Hradec, věž u kostela Nanebevzetí Panny Marie. Vznikl přelitím zvonu z roku 1463. |
| 12. | ?            |                               | 1571  | 1863        | 5 432 kg 97 c   |        |       |     | Jan Neubauer (Q110606739)          |                                                                                     | Polná, věž Tábor, mezi lety 1700–1707 přesunut do kostela Nanebevzetí Panny Marie, 4. srpna 1863 roztaven požárem. Uvedená hmotnost 96 nebo 97 centýřů odpovídá 5376–5432 kg. |
| 13. | Bartoloměj   | zvon Bartoloměj při rekvizici | 1854  | 1917        | 5 102 kg        | 191 cm |       |     | Karel Bellmann                     |                                                                                     | Plzeň, katedrála svatého Bartoloměje. Vznikl přelitím Bartoloměje od Václava Pernera (1838) rozbitého z rozmaru arciděkana Antonína Hlavana. Vyzvednut na věž 11. června 1854. Rekvírován za první světové války. |
| 14. | Bumerin      |                               | 1507  | 1723        | 4 627 kg        |        |       |     | kovář a puškař Mikuláš             |                                                                                     | České Budějovice, původně na Hodinové věži sv. Mikuláše, 1576 přenesen na Černou věž. 1617 opraven Valentinem Arnoldem. Po prasknutí 21. března 1723 přelit. |
| 15. | Vorel        |                               | 1478  | 17. st.     | ≥4500 kg 80 c   |        |       |     | Prokop Ptáček (Q110567488)         |                                                                                     | Kutná Hora, kostel svatého Jakuba. Uváděná hmotnost 80 centýřů odpovídá přinejmenším ~4500 kg. |
| 16. | Bartoloměj   | Marie při rekvizici           | 1931  | 194x        | 4 373 kg        |        |       |     | Rudolf Perner                      | Kategorie „Zvon Bartoloměj (1931, Rudolf Perner, Plzeň)“ na Wikimedia Commons       | Plzeň, katedrála svatého Bartoloměje. Vysvěcen 25. října 1931. Rekvírován za druhé světové války. |
| 17. | ?            |                               | 1925  | 1942        | >4 000 kg       |        |       |     |                                    |                                                                                     | Opava, konkatedrála Nanebevzetí Panny Marie. |
| 18. | ?            |                               | 1514  | 1863        | 3 528 kg 63 c   |        |       |     | Joannes Manas (Q110606977)         |                                                                                     | Polná, věž Tábor, mezi lety 1700–1707 přesunut do kostela Nanebevzetí Panny Marie, 4. srpna 1863 roztaven požárem. Uvedená hmotnost 63 vídeňských centýřů odpovídá 3 528 kg. |
| 19. | ?            |                               | ~1932 | ~1942       | 3 500 kg        |        |       |     | Rudolf Manoušek                    |                                                                                     | Praha, kostel Nejsvětějšího srdce Páně. |
| 20. | sv. Vavřinec |                               | 1880  | 1942        | 3420 kg         | 176 cm |       |     | Vojtěch Hiller                     |                                                                                     | Kutná Hora, kostel svatého Jakuba. Poslední z řady zvonů vzniklých přelitím (v pořadí šestým) zvonu Vorel (1478). 30. dubna 1942 rekvírován. |
| 21. | Stürmerin    |                               | 1747  | ?           | 3 341 kg        |        |       |     | Johann Georg Jordan (Q110614219)   |                                                                                     | Cheb, kostel svatého Mikuláše. |
| 22. | ?            |                               | 1924  | 1942?       | 3 300 kg        |        |       |     | Rudolf Perner                      |                                                                                     | Most. |
| 23. | ?            |                               | 1508  | ?           | 3 264 kg 53 c   |        |       |     | Ondřej Ptáček                      |                                                                                     | Praha, chrám Matky Boží před Týnem, další osudy neznámé. |
| 24. | Maria        |                               | 1693  | 1917        | 3 250 kg        |        |       |     | Joachim Gross (Q110584071)         |                                                                                     | Svatý Kopeček, jižní věž baziliky Navštívení Panny Marie. Rekvírován. Podle Františka Johna vznikl zvon svatá Marie až v roce 1705 a již roku 1714 byl přelit Jiřím Františkem Reimerem (Q110584242) (který mohl být i autorem zvonu původního). Přelitý zvon dosahoval průměru 180 cm a měl podle historických pramenů vážit (jen) 45 centýřů 35 liber a podle rekvizičních záznamů z roku 1916 2450 kg. |
| 25. | Maria        |                               | 1902  | 1942        | 3 055 kg        |        |       |     | Rudolf Perner (Q110640221)         |                                                                                     | Praha, Vyšehrad, Bazilika svatého Petra a Pavla. Během druhoválečných rekvizic rozbit společně se zvonem Josef o hmotnosti 2 116 kg přímo ve věži, neboť průměr obou přesahoval rozměry oken. |

K významným zvonům, u kterých dostupné prameny neuvádějí hmotnost, ale které mohly dosahovat více než tří tun, patří:
- Osanna v Hradci Králové, předchůdce zvonu Augustin, zničený požárem 1407[51]
- Zuzana v Kadani z roku 1507 a stejnojmenný (přelitý) z roku 1512 (zničený požárem 1635), předchůdci Zuzany od Vojtěcha Arnolda a svaté Anny od Karla Bellmanna
- Bartoloměj v Plzni (cca 4–5 t) z roku 1838 (po požáru věže 6. února 1835)[40] od Václava Pernera, rozbit 1854 z rozmaru arciděkana Antonína Hlavana[36]